# Faro de Sidi Mesbah
El faro del Cabo del Agua es un faro situado en la ciudad de El Jadida, en la región de Casablanca-Settat, Marruecos. Está gestionado por la autoridad portuaria y marítima del Ministère de l'équipement, du transport, de la logistique et de l'eau.

## Características
Se trata de una torre de hormigón cuadrada que se puso en servicio en 1921.